# 터터구

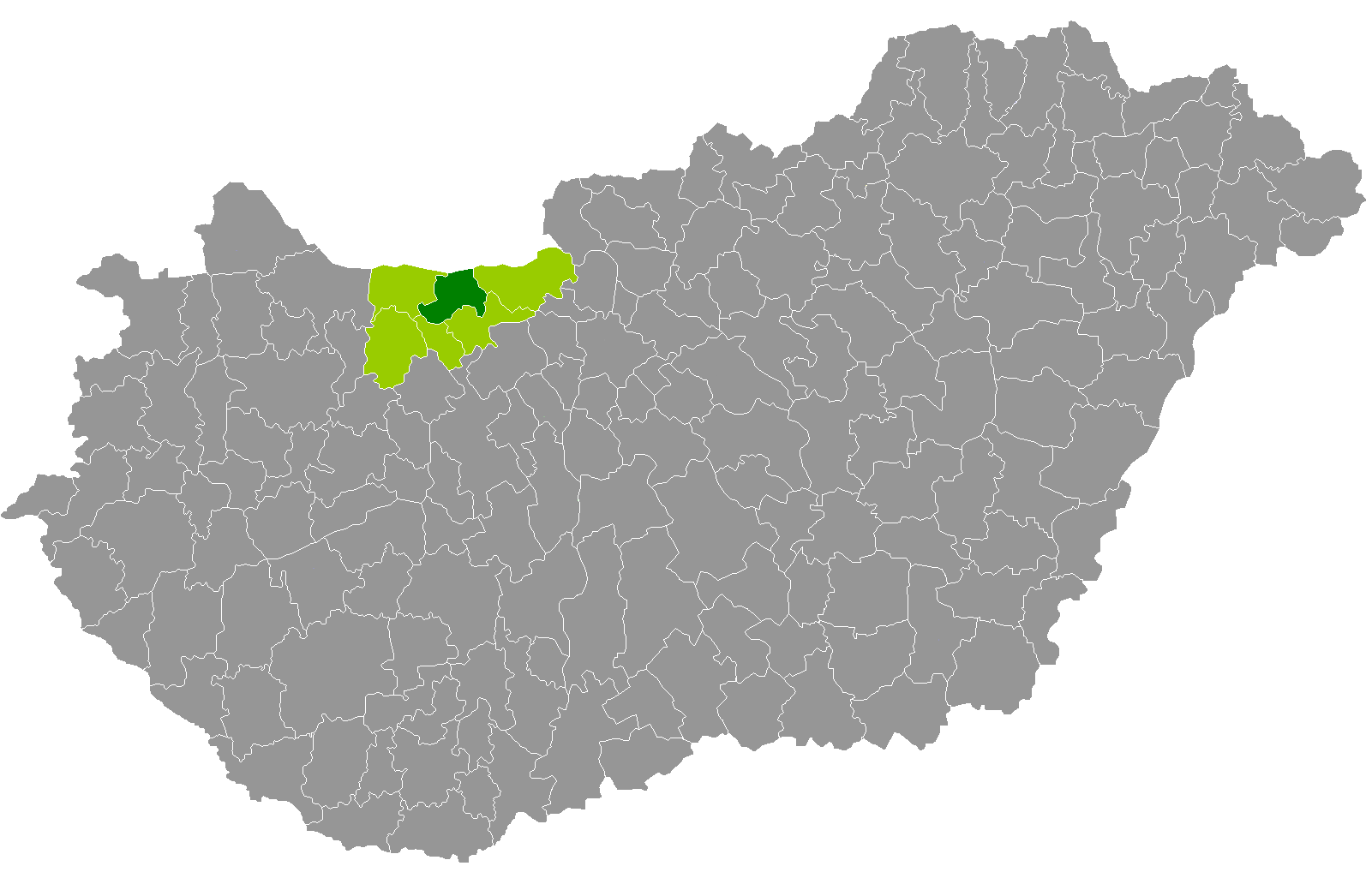
코마롬에스테르곰주 지도에 표시된 터터구의 위치

터터구(헝가리어: Tatai járás)는 헝가리 코마롬에스테르곰주에 위치한 구로 구청 소재지는 터터이며 면적은 306.71km2, 인구는 38,783명(2011년 기준), 인구 밀도는 126명/km2이다.
동쪽으로는 에스테르곰구, 남쪽으로는 터터바녀구, 오로슬라니구, 서쪽으로는 코마롬구와 접하며 북쪽으로는 슬로바키아와 국경을 접한다. 10개 지방 자치체(1개 시, 9개 마을)를 관할한다.

구 문장